# Nemegtomaia barsboldi
La nemegtomaia (Nemegtomaia barsboldi) è un dinosauro saurischio appartenente agli oviraptorosauri. Visse nel Cretaceo superiore (Maastrichtiano, circa 70 milioni di anni fa) e i suoi resti sono stati ritrovati in Mongolia.

## Descrizione
Questo dinosauro è conosciuto principalmente per un alto cranio ben conservato, dotato di una cresta prominente e dal margine anteriore ad angolo retto. L'aspetto doveva essere molto simile a quello del più noto Citipati, un altro oviraptorosauro proveniente dalla Mongolia. È probabile che, come Citipati, anche Nemegtomaia possedesse lunghe zampe posteriori potenti, e arti anteriori fornite di tre artigli ricurvi. Come tutti gli oviraptorosauri, anche Nemegtomaia possedeva un muso corto dotato di un becco privo di denti. La lunghezza dell'animale in vita doveva aggirarsi sui 2 metri.

## Classificazione
La nemegtomaia è stata descritta come specie a sé stante nel 2004 e il nome generico, originariamente, fu Nemegtia. Lo stesso nome, però, era stato attribuito in precedenza a un crostaceo ostracode proveniente dalla stessa formazione geologica (la formazione di Nemegt), e nel 2005 fu scelto il nome Nemegtomaia. Il cranio di questo animale venne identificato inizialmente nel 2002 e attribuito all'oviraptorosauro Ingenia; successive analisi, però, dimostrarono non solo che il reperto era appartenuto a un genere a sé stante, ma anche che i due animali non erano nemmeno strettamente imparentati. È probabile che il più stretto parente di Nemegtomaia fosse in realtà il già citato Citipati, anche se la classificazione è ancora incerta.

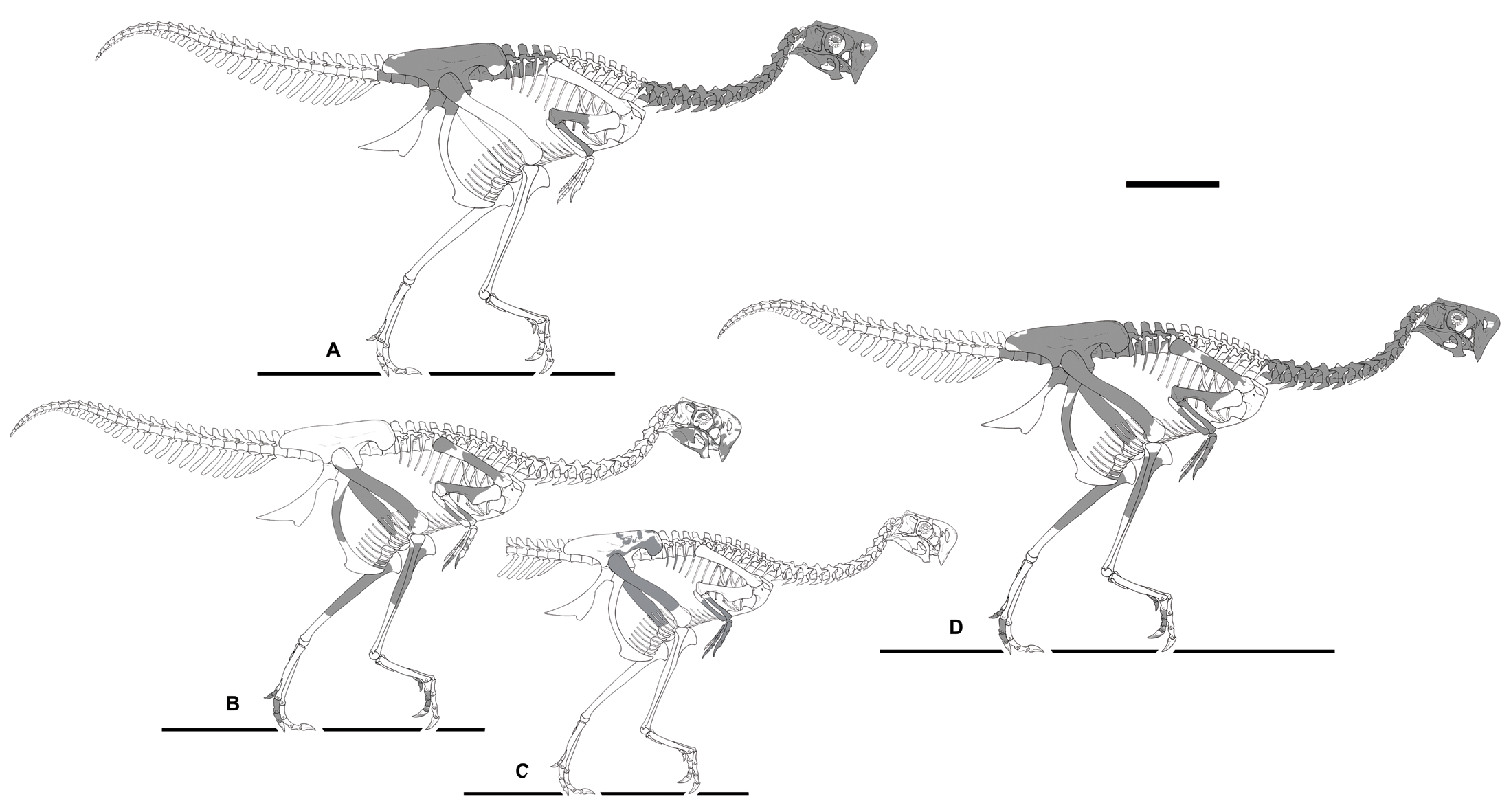
Ricostruzione di vari esemplari di Nemegtomaia

## Significato del nome
Il nome generico Nemegtomaia deriva dal greco e significa "madre del Nemegt", dalla zona in cui sono stati ritrovati i fossili. Il riferimento è al supposto comportamento parentale degli oviraptoridi: alcuni fossili sono stati ritrovati in posizione di cova sopra un nido. L'epiteto specifico, barsboldi, omaggia il paleontologo mongolo Rinchen Barsbold, autore di numerosi studi sui dinosauri della Mongolia dagli anni '70.